# 1863 en mathématiques
Cet article présente les faits marquants de l'année 1863 en mathématiques.

## Naissances
- 19 janvier : Aleksandr Kurosh (mort en 1971), mathématicien soviétique.
- 19 février : Axel Thue (mort en 1922), mathématicien norvégien.
- 4 avril : Jean-Marie Le Roux (mort en 1949), mathématicien français.
- 17 avril : Augustus Edward Hough Love (mort en 1940), mathématicien anglais.
- 1 mai : Luigi Berzolari (mort en 1945), mathématicien italien.
- 14 mai : John Charles Fields (mort en 1932), mathématicien canadien.
- 15 août : Alexeï Krylov (mort en 1945), ingénieur naval et mémorialiste russe, connu pour ses travaux de mathématiques appliquées.
- 2 septembre : Lars Edvard Phragmén (mort en 1937), mathématicien suédois.
- 6 septembre : Dimitri Grave (mort en 1939), mathématicien russe.
- 3 octobre : Stanisław Zaremba (mort en 1942), mathématicien polonais.
- 20 octobre : William Henry Young (mort en 1942), mathématicien anglais.
- 5 décembre : Paul Painlevé (mort en 1933), mathématicien et homme politique français.
- 9 décembre : Alexander McAulay (mort en 1931), mathématicien et physicien australien.
- 17 décembre : Henri Padé (mort en 1953), mathématicien français.

## Décès

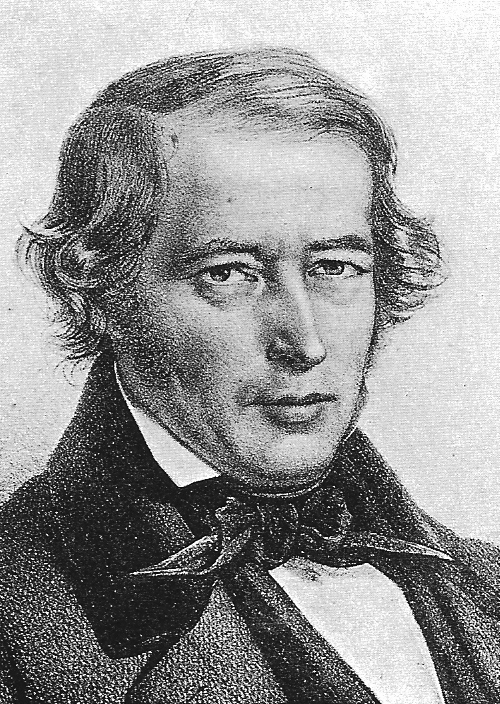
Jakob Steiner

- 18 janvier : Ludolph Lehmus (né en 1780), mathématicien allemand.
- 1er avril : Jakob Steiner (né en 1796), mathématicien suisse.
- 30 juin : Alphonse de Polignac (né en 1826), mathématicien français.
- 18 novembre : August Beer (né en 1825), mathématicien, chimiste et physicien allemand.
- 23 novembre : George Jerrard (né en 1804), mathématicien britannique.